# Bolesław Czuchajowski

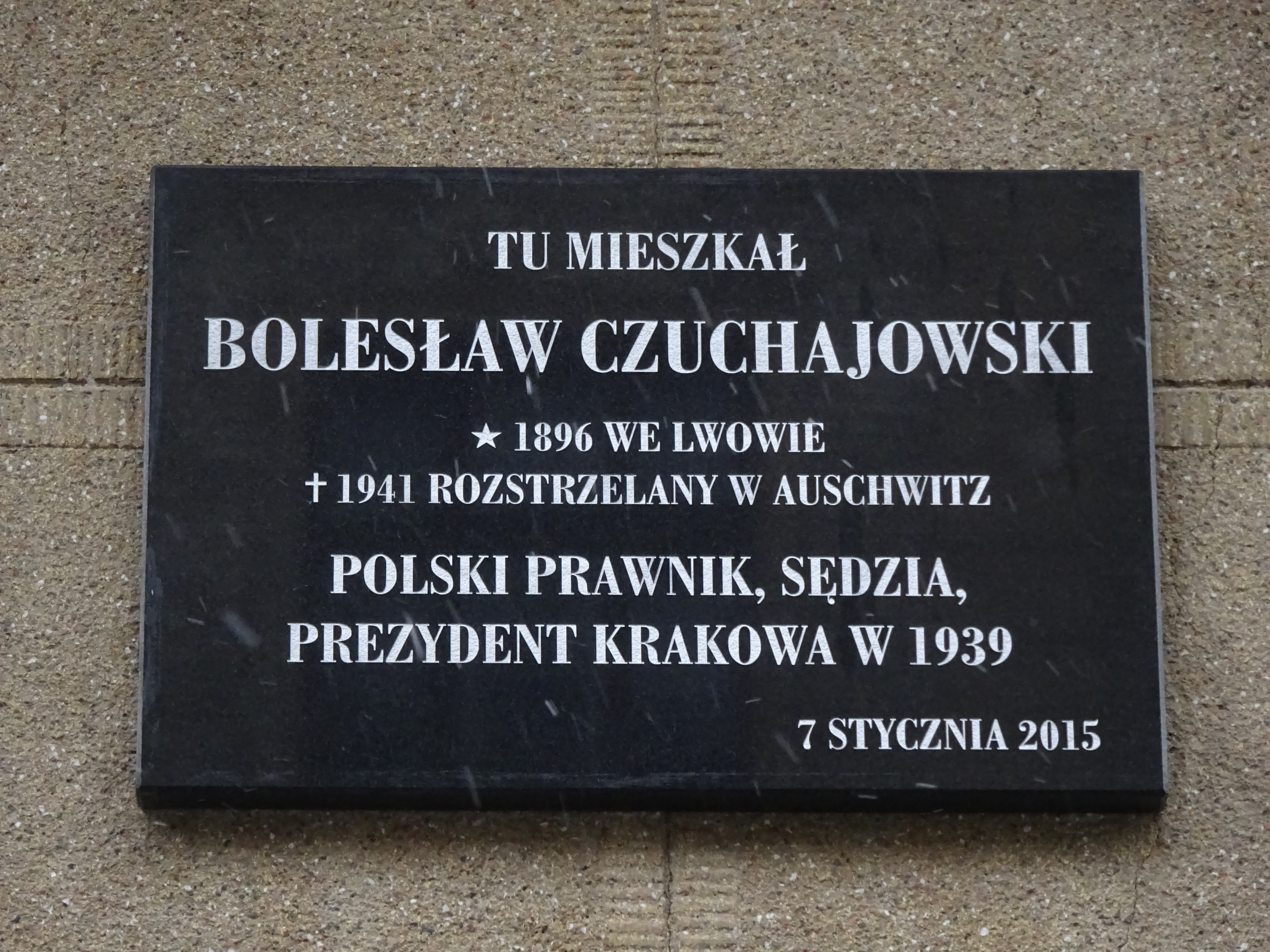
Tablica na kamienicy przy ul. Krowoderskiej 63b w Krakowie, upamiętniająca zamieszkiwanie owej kamienicy przez Bolesława Czuchajowskiego, wmurowana w 2015 roku

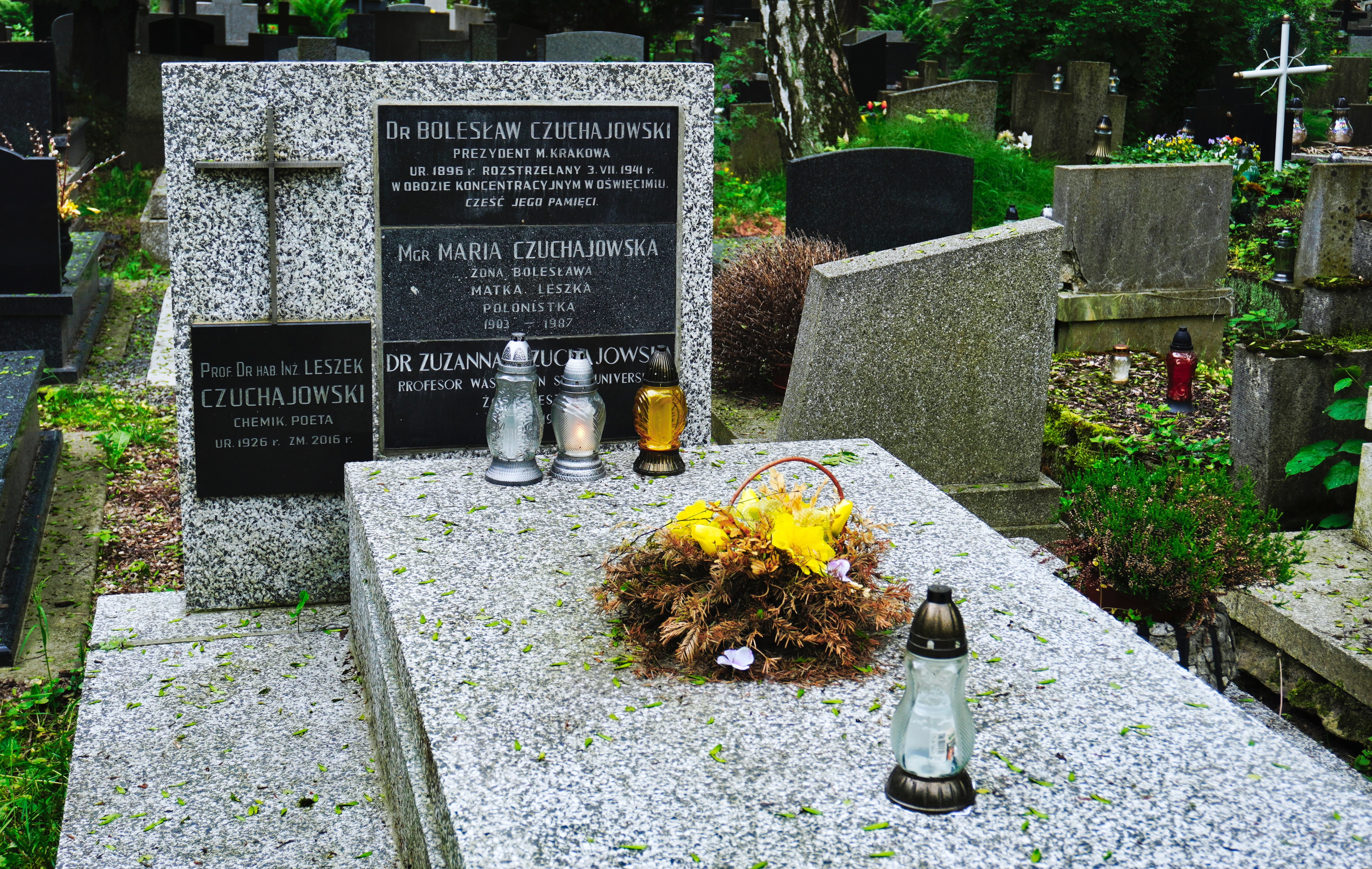
Grób Bolesława Czuchajowskiego na Cmentarzu Rakowickim w Krakowie

Bolesław Roman Czuchajowski (ur. 23 lipca 1896 we Lwowie, zm. 3 lipca 1941 w KL Auschwitz) – działacz niepodległościowy, doktor praw, sędzia, notariusz, kapitan rezerwy piechoty Wojska Polskiego, komisaryczny prezydent Krakowa w 1939 roku, członek Izby Notarialnej Sądu Okręgowego w Krakowie w 1938 roku.

## Życiorys
Ukończył gimnazjum w Rzeszowie, studia prawnicze odbył na Uniwersytecie Jagiellońskim uzyskując tytuł doktora praw. Posiadał również dyplom Szkoły Nauk Politycznych oraz Akademii Handlowej w Krakowie. Należał do Związku Walki Czynnej i jeszcze jako gimnazjalista do Związku Strzeleckiego w Rzeszowie. W 1914 roku ukończył kurs dla młodych oficerów.
2 sierpnia 1914 roku wstąpił do Legionów Polskich. Do 1 października 1914 roku służył w 1 kompanii II baonu 1 pułku piechoty. Od 2 października do 23 grudnia 1914 roku był wykazany w baonie uzupełniającym. 24 grudnia 1914 roku przydzielony został do 6 kompanii 2 pułku piechoty. Od 21 kwietnia 1915 roku pełnił służbę w 9 kompanii 4 pułku piechoty. 2 sierpnia 1915 roku został ranny w bitwie pod Jastkowem. Następnie został przeniesiony do 9 kompanii 6 pułku piechoty. Później wykazany w Stacji Zbornej w Dęblinie i Rembertowie. 27 kwietnia 1917 roku ubył z Komendy Żandarmerii Polowej Wojsk Polskich do szpitala w Modlinie. Od 31 lipca do 10 listopada 1917 roku w baonie uzupełniającym Polskiego Korpusu Posiłkowego w Siedlisku. Po zwolnieniu z korpusu do 31 października 1918 roku pełnił obowiązki komendanta Polskiej Organizacji Wojskowej w Rzeszowie. 11 marca 1921 roku został przeniesiony do rezerwy. Awansował na kapitana ze starszeństwem z dniem 2 stycznia 1932 roku w korpusie oficerów rezerwy piechoty. W 1934 roku pozostawał w ewidencji Powiatowej Komendy Uzupełnień Kraków Miasto. Posiadał przydział mobilizacyjny do 73 pułku piechoty w Katowicach.
Po I wojnie pracował jako sędzia we Lwowie i w Nowym Targu, działając równocześnie w Towarzystwie Szkoły Ludowej organizując szkoły i biblioteki. W 1929 przyjechał do Krakowa i objął stanowisko wiceprezesa Sądu Okręgowego. W 1935 przeszedł na posadę notarialną. Przejął kancelarię przy ul. św. Jana 18 po Ludwiku Midowiczu, w której urzędował do 1941. W samorządzie krakowskim działał od 1931 zajmując się budżetem miasta. Na polecenie ministra spraw wewnętrznych, który ustanowił w Krakowie zarząd komisaryczny 1 maja 1939 z rąk pełniącego obowiązki prezydenta miasta Stanisława Klimeckiego przejął władzę w mieście pełniąc obowiązki prezydenta do dnia 3 września 1939. W tym dniu na polecenie wojewody krakowskiego Józefa Tymińskiego działającego na podstawie zarządzenia z Warszawy ewakuowano z miasta władze, urzędy i niektóre instytucje. Czuchajowski wyjechał z miasta zabierając część dokumentów miejskich, księgi poborowych i pobierając 400 tysięcy złotych na pobory i nieprzewidziane wydatki. Ewakuowano się do Brzeżan, jednak po wkroczeniu wojsk sowieckich (17 września) zdecydowano o cofnięciu się do Lwowa. Do Krakowa Czuchajowski powrócił w listopadzie i natychmiast złożył sprawozdanie oraz rozliczył się z pobranych pieniędzy rządzącemu Krakowem Ernestowi Zörnerowi. Został na krótko aresztowany, następnie zwolniony z zakazem opuszczania miasta. Ponownie aresztowany 8 maja 1941 i mimo poważnej choroby serca wysłany do niemieckiego obozu koncentracyjnego Auschwitz, gdzie wkrótce został rozstrzelany.

## Ordery i odznaczenia
- Krzyż Niepodległości – 6 czerwca 1931 „za pracę w dziele odzyskania niepodległości”[5]